# Dominique Mocka
Dominique Mocka (Saint-Claude, Guadalupe; 13 de agosto de 1978) es un futbolista de Isla de Guadalupe que juega en las posiciones de centrocampista y delantero y que actualmente milita con el JS Vieux-Habitants de la División de Honor de Guadalupe.

## Carrera

### Club
| Periodo   | Club                       |
| --------- | -------------------------- |
| 1994–2005 | Racing Club de Basse-Terre |
| 2005–2006 | JS Saintoise               |
| 2006–2012 | JS Vieux-Habitants         |
| 2012–2017 | La Gauloise de Basse-Terre |
| 2017–     | JS Vieux-Habitants         |

### Selección nacional
Jugó para Guadalupe de 2002 a 2012 con la que anotó 17 goles en 38 partidos, debutando el 21 de julio de 2002 ante Puerto Rico en la clasificación para la Copa de Oro de la Concacaf 2003. Formó parte de la selección que participó en la Copa de Oro de la Concacaf 2007 donde llegaron a semifinales.

## Logros

### Club
- Guadeloupe Division d'Honneur (2): 2003/04, 2009/10
- Coupe de Guadeloupe (1): 2003/04

### Individual
- Goleador de la División de Honor de Guadalupe: 2002/03 (18 goles),[9] 2003/04 (20 goles)[10]